# Andrzej Chołoniewski (duchowny)
Andrzej Myszka Chołoniewski herbu Korczak (ur. 9 lipca 1744, zm. 1819) – duchowny katolicki, święcenia kapłańskie przyjął w 1767, w 1804 mianowany biskupem pomocniczym łucko-żytomierskim.
W 1768 roku został przyjęty do loży wolnomularskiej przy Królewskim Sycylijskim Pułku Piechoty w Neapolu.
Odznaczony Orderem Świętego Stanisława w 1790 roku.